# پری‌شاهرخ شمالی
پری‌شاهرخ شمالی (نام علمی: Icterus galbula)، که از سال ۱۹۷۳ تا ۱۹۹۵ گونه‌ای از پرندگان آمریکای شمالی در نظر گرفته می‌شد، پری‌شاهرخ بالتیمور، Icterus galbula، و پری‌شاهرخ بولوک غربی، Icterus bullockii را گرد هم آورد. مشاهدات آمیختگی بین پری‌شاهرخ بالتیمور و بولاک منجر به این طبقه‌بندی به عنوان یک گونه شد. تحقیقات جیمز رایزینگ، استاد جانورشناسی در دانشگاه تورنتو و دیگران متعاقباً نشان داد که این دو پرنده به‌طور قابل توجهی با هم درون‌زادی نداشتند.